# Juan de Ragusa
Juan de Ragusa o Juan Stojkovic (nacido en Ragusa (actualmente Dubrovnik, Croacia) en 1380 y fallecido el Lausana, Suiza, en 1443) fue un teólogo dominico Raguseo hecho cardenal por el antipapa Félix V. Participó como nuncio en el Concilio de Basilea.

## Vida
Tras entrar en la orden de los predicadores, se dedicó a la teología, en especial a la exégesis bíblica y al estudio de las lenguas orientales. En 1420 se licenció en teología por la Universidad de París.
En 1426 fue nombrado procurador general de los dominicos y se trasladó a la casa generalicia en Roma bajo el Papa Martín V. Recibió diversas condecoraciones y muestras de estima por parte del Papa y de los Cardenales y fue nombrado teólogo papal para el Concilio de Basilea. Fue elegido para abrir el concilio en sustitución del Cardenal Julian Cesarini.
Llegó a Basilea el 19 de mayo de 1431 y comenzó solemnemente el Concilio el 23 siguiente aunque los trabajos no se iniciaron hasta el 23 de julio en la Catedral tras una predicación sobre la profecía de Malaquías (Ml 3, 1). Exoneró a los cardenales ausentes (los cardenales estaban obligados a participar en los concilios). Durante ocho días predicó contra la herejía de los husitas.
Dado que la principal misión de Juan de Ragusa en el concilio era lograr la unidad de la iglesia oriental con la occidental, buscó hacer que el emperador Juan VIII Paleólogo y el patriarca José enviaran una embajada al concilio con el tratado que habían hecho con el Papa Eugenio IV, roto por los griegos. Juan permaneció luego en Constantinopla para estudiar griego e interiorizarse de la situación eclesiástica de la zona.
Allí concluyó un trabajo sobre etimología sobre el texto griego de la Biblia y fue destinado a tratar el tema de la doctrina de la procesión del Espíritu Santo contra los griegos. Volvió a Bolonia como miembro de una legación para obtener seguridad, por parte de Eugenio IV, de que el Papa estaría presente en el concilio. Eugenio accedió y le encargó trasladar un documento (fechado el 15 de julio de 1437) para el emperador griego en que solicitaba la presencia de este en un encuentro del concilio que se realizaría en alguna ciudad italiana. No está claro si Juan se mantuvo en bien con el concilio o si se unió con Eugenio IV, quien le hizo obispo de Argos.

## Obras
- 'Tractatus de Ecclesia;
- Discurso contra los husitas en el Concilio de Basilea;
- Actas o informes de su trabajo como nuncio en Constantinopla;
- Una narración de sus viajes al Este, preservados por Leo Allatius.

Sus trabajos acerca de los sustantivos indeclinables griegos y sobre etimología griega escrita parece que se han perdido.